# CloverWorks
주식회사 CloverWorks(클로버웍스, 일본어: 株式会社CloverWorks 가부시키가이샤 구로바와쿠스[*])는 일본의 애니메이션 제작사다. 소니그룹 산하의 주식회사 애니플렉스의 자회사다.

## 역사
2018년 4월 1일, A-1 Pictures에서 《아이돌마스터 시리즈》, 《시원찮은 그녀를 위한 육성방법》, 《4월은 너의 거짓말》, 《비비드레드 오퍼레이션》, 《그날 본 꽃의 이름을 우리는 아직 모른다》, 《마음이 외치고 싶어해》 등의 애니메이션의 제작을 담당한 코엔지 스튜디오는 이름을 CloverWorks로 변경하고 브랜드화하였다. 같은 해 10월 1일, A-1 Pictures의 사업의 일부를 분할하여 주식회사로 설립되었다. 코엔지 스튜디오에서 제작을 담당하고 있던 《아이돌 마스터 시리즈》, 《시원찮은 그녀를 위한 육성방법》 등의 작품은 스태프도 함께 이적한 것에 수반해 CloverWorks에서 제작을 계승했다.
분사 배경에는 A-1 Pictures의 규모가 확대된 것이 유래했다. 당시의 A-1 Pictures는 코엔지 스튜디오와 아사가야 스튜디오 2개의 스튜디오를 메인으로 활동하고 있었지만, 작품수가 증가함에 따라 제작 체제도 서서히 변화했다. 그 영향도 있어, 같은 회사이면서도 스튜디오마다 스태프나 크리에이터의 개성, 제작 공정의 차이가 현저하게 나타났다. 이에 따라 각 스튜디오가 독립적으로 작은 변화를 주면서 창의적인 의사전달을 가능하게 하기 위해 코엔지 스튜디오를 분사하게 되었다.
로고의 네 잎은 "애니플렉스, A-1 Pictures 및 CloverWorks는 세 개의 잎이며 마지막 잎은 시청자를 위한 것입니다"를 의미한다.  본사와 마찬가지로 오기쿠보 스튜디오는 스기나미 구에 있다.
2022년 5월 30일, 위트 스튜디오, 애니플렉스, 슈에이샤와 함께 공동출자로 JOEN을 설립했다.
2024년 봄, 각 부서의 제휴·내제력 강화 등에 의한 사업 확대에 따라, 본사를 도쿄도 스기나미구 우메자토 1초메 7번 7호 신코엔지 트윈 빌 3F에서 도쿄도 나카노구 혼초 2초메 46번 1호 나카노사카우에 선브라이트 트윈 30층으로 이전해 전 거점을 신본사에 통합했다.

## 제작 체제
사내에 크리에이티브 사업부, 제작부, 업무부를 마련한다.
크리에이티브 사업부
크리에이티브 사업부는 '연출·작화 룸', '마무리 룸', '미술 룸', '촬영 룸'이 있어 영상 제작에 필요한 섹션이 거의 모두 갖추어져 있다. 3DCGI에 관해서는 모회사인 애니플렉스가 전액 출자한 3DCGI 스튜디오 'Boundary'가 담당하는 경우가 많다.
연간 다수의 작품을 맡아 마무리나 미술, 촬영을 외부 전문 스튜디오에 메인으로 수주하는 경우도 많지만, 《호리미야》나 《아케비의 세일러복》 등의 작품에서는, 마무리와 배경 미술을 사내 팀에서 담당하고 있다. 촬영에 관해서도 복수의 원청 작품으로 담당하고 있다.
각 섹션에서 사원 스탭의 육성에도 힘을 쏟고 있어 연출·작화 룸에서는 《너의 췌장을 먹고 싶어》, 《To LOVE 트러블》의 캐릭터 디자인·총작화 감독의 오카 유이치가 작화 육성 감독으로서 지도한다. 2022년 방송한 《아케비의 세일러복》에서 육성을 받은 애니메이터가 원화 데뷔를 하고 있다.
각 섹션실장 고문·육성 감독
- 타나카 마사요시(크리에이티브 사업부 연출, 작화실 고문)
- 오카 유이치(크리에이티브 사업부 연출, 작화 룸 작화 육성 감독)
- 나카지마 카즈코(크리에이티브 사업부 마무리 룸 실장)
- 우스이 쿠시로(크리에이티브 사업부 미술실 실장)
- 사쿠마 유야(크리에이티브 사업부 촬영실 실장)

제작부
제작부는 프로듀스, 제작 진행 업무 외, "라이센스 룸"으로 불리는 팀이 문장, 서적, 굿즈, 일러스트 등의 각종 감수·교정을 맡고 있다. 제작 총괄은 대표 이사 집행 임원 사장의 시미즈 아키라. 그 밖에 후쿠시마 유이치, 우메하라 쇼타, 츠지 슌이치, 카베 나루미, 키타 카즈야, 세토 케이타, 이토 타이토, 요네자와 케이스케, 오노 시노부 등 여러 애니메이션 프로듀서를 안고 있으며, 각 팀마다 연간에 복수의 TV 애니메이션, 극장 애니메이션 작품 등을 맡는다. 또 제작 진행으로 소속된 야마자키 리노가 최근 이 회사 작품 《아케비의 세일러복》에서 시리즈 구성, 각본을 담당하고 있다.

### 제작반 일람
| 애니메이션 프로듀서 | 담당 작품 | 비고 |
| ------------------- | --- | --- |
| 후쿠시마 유이치     | 달링 인 더 프랑키스 약속의 네버랜드(제1기) Fate/Grand Order 사쿠라 혁명: ~꽃 피는 소녀들~ 스페셜 애니메이션 아이돌마스터 신데렐라 걸즈 스타라이트 스테이지 PV·CM 시리즈 아케비의 세일러복 WIND BREAKER | 집행 임원, JOEN 대표이사. CloverWorks 설립 이전에는 A-1 Pictures 코엔지 스튜디오 소속의 애니메이션 프로듀서.                                                     |
| 츠지 슌이치         | 시원찮은 그녀를 위한 육성방법 페르소나 5 디 애니메이션 역전재판 ~그 「진실」, 이의 있소!~ Season2 22/7 캐릭터 PV '그 날의 그녀들' 섀도 하우스                                                          | 프로덕션 매니저. CloverWorks 설립 이전에는 A-1 Pictures 코엔지 스튜디오 소속의 애니메이션 프로듀서                                                               |
| 우메하라 쇼타       | 원더 에그 프라이어리티 그 비스크 돌은 사랑을 한다 봇치 더 록! 도망을 잘 치는 도련님 | CloverWorks 설립 당초에는 후쿠시마 유이치가 애니메이션 프로듀서를 맡은 작품으로 제작 진행을 담당. 이전에는 동화공방에 소속되어 후에 A-1 Pictures 로 이적했다.    |
| 이토 타이토         | 노리모노맨 모빌랜드의 카 군 호리미야 스파이 패밀리 | CloverWorks 설립 이전에는 A-1 Pictures 에서 제작 진행·제작 데스크를 담당.                                                                                        |
| 세토 케이타         | 슬로우 스타트 파워풀 프로야구 파워풀 고교편 쿠노이치 츠바키의 속마음 | CloverWorks 설립 이전에는 A-1 Pictures 코엔지 스튜디오 소속의 애니메이션 프로듀서.                                                                               |
| 카베 나루미         | 하늘의 푸르름을 아는 사람이여 부호형사 Balance:UNLIMITED | CloverWorks 설립 이전에는 A-1 Pictures 코엔지 스튜디오 소속의 애니메이션 프로듀서.                                                                               |
| 오노 시노부         | 약속의 네버랜드(제2기) 청춘 돼지 시리즈("외출하는 여동생" 이후) | CloverWorks 설립 당초에는 후쿠시마 유이치가 애니메이션 프로듀서를 맡은 작품에서 라인 프로듀서를 담당.                                                            |
| 요네자와 케이스케   | 안기고 싶은 남자 1위에게 협박 당하고 있습니다 | CloverWorks 설립 이전에는 A-1 Pictures 코엔지 스튜디오 소속의 애니메이션 프로듀서.                                                                               |
| 나미다노 슌         | Fate/Grand Order -종국특이점 관위시간신전 솔로몬- UniteUp! | CloverWorks 설립 당초에는 후쿠시마 유이치가 애니메이션 프로듀서를 맡은 작품에서 제작 데스크를 담당.                                                              |
| 소메노 쇼           | 트라페지움 | CloverWorks 설립 당초에는 후쿠시마 유이치와 세토 케이타, 우메하라 쇼타가 각각 애니메이션 프로듀서를 맡은 작품에서 설정 제작·제작 데스크·제작 데스크 보좌를 담당. |
| 전 소속 프로듀서    | | |
| 키다 카즈야         | 청춘 돼지 시리즈("꿈꾸는 소녀"까지) 도쿄 24구 | CloverWorks 설립 이전에는 A-1 Pictures 코엔지 스튜디오 소속의 애니메이션 프로듀서.                                                                               |

## 평가
2018년에 "월간 뉴타입 × 마치★아소비 애니메이션 어워드 2017 2018"에서 TRIGGER와 공동 제작한 《달링 인 더 프랑키스》로 메카 디자인상을 수상해, 스튜디오사에서는 3위를 했다.

## 제작 작품

### TV 애니메이션
- 슬로우 스타트 (2018년, A-1 Pictures 명의)
- 달링 인 더 프랑키스 (2018년, 15화까지는 A-1 Pictures 명의, 공동제작: TRIGGER)
- 페르소나 5 디 애니메이션 (2018년)
- 안기고 싶은 남자 1위에게 협박 당하고 있습니다 (2018년)
- 청춘 돼지는 바니걸 선배의 꿈을 꾸지 않는다 (2018년)
- 역전재판 ~그 「진실」, 이의 있소!~ (2018년)
- 페어리 테일 파이널 시리즈 (2018년)
- 약속의 네버랜드 (2019년)
- Fate/Grand Order -절대마수전선 바빌로니아- (2019년)
- 부호형사 Balance:UNLIMITED (2020년)
- 노리모노맨 모빌랜드의 카 군 (2020년)
- 호리미야 (2021년)
- 원더 에그 프라이어리티 (2021년)
- 약속의 네버랜드 2 (2021년)
- 섀도 하우스 (2021년)
- 아케비의 세일러복 (2022년)
- 그 비스크 돌은 사랑을 한다 (2022년)
- 도쿄 24구 (2022년)
- 스파이 패밀리 (제1기 제1쿨) (2022년, 공동제작: WIT STUDIO)
- 쿠노이치 츠바키의 속마음 (2022년)
- 섀도 하우스 2nd Season (2022년)
- 스파이 패밀리 (제1기 제2쿨) (2022년, 공동제작: WIT STUDIO)
- 봇치 더 록! (2022년)
- UniteUp! (2023년)
- 호리미야 -piece- (2023년)
- 스파이 패밀리 (제2기) (2023년, 공동제작: WIT STUDIO)
- 흑집사 -기숙학교 편- (2024년)
- WIND BREAKER (2024년)
- 도망을 잘 치는 도련님 (2024년)
- 길드의 접수원인데, 야근이 싫어서 보스를 혼자 토벌하려고 합니다 (2025년)
- UniteUp! -Uni:Birth- (2025년)
- WIND BREAKER (Seoson 2) (2025년)
- 흑집사 -녹색의 마녀 편- (2025년)
- 향기로운 꽃은 늠름하게 핀다 (2025년)

### 극장 애니메이션
- 청춘 돼지는 꿈꾸는 소녀의 꿈을 꾸지 않는다 (2019년)
- 하늘의 푸르름을 아는 사람이여 (2019년)
- 시원찮은 그녀를 위한 육성방법 피날레 (2019년)
- Fate/Grand Order -종국특이점 관위시간신전 솔로몬- (2021년)
- 극장판 안기고 싶은 남자 1위에게 협박 당하고 있습니다 ~스페인편~ (2021년)
- 청춘 돼지는 외출하는 여동생의 꿈을 꾸지 않는다 (2023년)
- 청춘 돼지는 책가방 소녀의 꿈을 꾸지 않는다 (2023년)
- 극장판 스파이 패밀리 코드: 화이트 (2023년)
- 트라페지움 (2024년)
- 극장총집편 봇치 더 록! Re: (2024년)
- 극장총집편 봇치 더 록! Re:Re: (2024년)
- 후레루. (2024년)

### Web 애니메이션
- 22/7 캐릭터 PV “어느 날의 그녀들 (2018년)
- 사쿠라 혁명 ~꽃 피는 소녀들~ (2020년)
- 파워풀 프로야구 파워풀 고교편 (2021년)